# Diaspis fioriniae
Diaspis fioriniae är en insektsart som först beskrevs av Mesbah et al. 2001.  Diaspis fioriniae ingår i släktet Diaspis och familjen pansarsköldlöss. Inga underarter finns listade i Catalogue of Life.